# Vinkov Vrh
Vinkov Vrh – wieś w Słowenii, w gminie Žužemberk. W 2018 roku liczyła 49 mieszkańców.